# Gordona
Gordona là một đô thị ở tỉnh Sondrio trong vùng Lombardia của Italia, có vị trí khoảng 90 km về phía bắc của Milano và khoảng 40 km về phía tây bắc của Sondrio, ở biên giới với Thụy Sĩ. Tại thời điểm ngày 31 tháng 12 năm 2004, đô thị này có dân số 1.770 người và diện tích là 49 km².
Gordona giáp các đô thị: Cama (Thụy Sĩ), Livo, Lostallo (Thụy Sĩ), Menarola, Mese, Prata Camportaccio, Samolaco, Verdabbio (Thụy Sĩ).